# Elecciones municipales de 1999 en Asturias

## Asturias

#### Allande
- Alcalde: Jesús Jardón Rodríguez (PSOE)
- Gobierno municipal: PSOE

| Partido                                           | votos   | % votos     | Ediles |
| ------------------------------------------------- | ------- | ----------- | ------ |
| Partido Socialista Obrero Español Partido Popular | 789 735 | 47,85 44,57 | 6 5    |

#### Aller
- Alcalde: Gabriel Pérez Villalta (PSOE)
- Gobierno municipal: PSOE

| Partido                                                           | votos           | % votos         | Ediles |
| ----------------------------------------------------------------- | --------------- | --------------- | ------ |
| Partido Socialista Obrero Español Partido Popular Izquierda Unida | 5.369 3.080 688 | 54,73 31,4 7,01 | 10 6 1 |

#### Amieva
- Alcalde: Ángel García García (PSOE)
- Gobierno municipal: PSOE

| Partido                                                                                          | votos          | % votos                 | Ediles |
| ------------------------------------------------------------------------------------------------ | -------------- | ----------------------- | ------ |
| Partido Socialista Obrero Español Partido Popular Partíu Asturianista Unión Renovadora Asturiana | 305 148 102 81 | 46,28 22,46 15,48 12,29 | 4 1    |

#### Avilés
- Alcalde: Santiago Rodríguez Vega (PSOE)
- Gobierno municipal: PSOE (en minoría)

| Partido                                                                                      | votos                     | % votos                | Ediles   |
| -------------------------------------------------------------------------------------------- | ------------------------- | ---------------------- | -------- |
| Partido Socialista Obrero Español Partido Popular Izquierda Unida Unión Renovadora Asturiana | 18.696 13.285 6.027 2.512 | 41,97 29,82 13,53 5,64 | 12 8 4 1 |

#### Belmonte de Miranda
- Alcalde: Roberto Pérez López (PSOE)
- Gobierno municipal: PSOE

| Partido                                           | votos   | % votos     | Ediles |
| ------------------------------------------------- | ------- | ----------- | ------ |
| Partido Socialista Obrero Español Partido Popular | 988 579 | 58,15 34,08 | 7 4    |

#### Bimenes
- Alcalde: Arturo Ordóñez Sánchez (PSOE) (hasta el 10 de febrero del 2002)

José Emilio González Aller (PSOE) (desde el 10 de febrero del 2002)
- Gobierno municipal: PSOE (en minoría)

| Partido | votos           | % votos                 | Ediles |
| --- | --------------- | ----------------------- | ------ |
| Partido Socialista Obrero Español Partido Democrático de la Nueva Izquierda Izquierda Unida Partido Popular | 420 397 388 291 | 27,22 25,73 25,15 18,86 | 3 2    |

#### Boal
- Alcalde: José Antonio Barrientos González (PSOE)
- Gobierno municipal: PSOE

| Partido                                                           | votos       | % votos           | Ediles |
| ----------------------------------------------------------------- | ----------- | ----------------- | ------ |
| Partido Socialista Obrero Español Partido Popular Izquierda Unida | 801 661 252 | 45,41 37,47 14,29 | 6 4 1  |

#### Cabrales
- Alcalde: Tomás Fernández López (PSOE) (hasta el 21 de febrero del 2000)

José Antonio Pérez Prieto (PP) (desde el 21 de febrero del 2000)
- Gobierno municipal: PSOE y URAS (hasta el 21 de febrero del 2000)

PP y tránsfuga de la URAS (desde el 21 de febrero del 2000)
| Partido                                                                      | votos       | % votos          | Ediles |
| ---------------------------------------------------------------------------- | ----------- | ---------------- | ------ |
| Partido Popular Partido Socialista Obrero Español Unión Renovadora Asturiana | 907 610 329 | 48,76 32,8 17,69 | 5 4 2  |

#### Cabranes
- Alcalde: Joaquín Alejo Llorís Calle (PP) (hasta el 20 de noviembre del 2000)

José Antonio Alonso Sanfeliz (PP) (desde el 20 de noviembre del 2000)
- Gobierno municipal: PP

| Partido                                                                      | votos       | % votos          | Ediles |
| ---------------------------------------------------------------------------- | ----------- | ---------------- | ------ |
| Partido Popular Partido Socialista Obrero Español Unión Renovadora Asturiana | 362 287 217 | 39,35 31,2 23,59 | 4 3 2  |

#### Candamo
- Alcalde: José Antonio García Vega (PSOE)
- Gobierno municipal: PSOE

| Partido                                                           | votos         | % votos           | Ediles |
| ----------------------------------------------------------------- | ------------- | ----------------- | ------ |
| Partido Socialista Obrero Español Izquierda Unida Partido Popular | 1.098 190 164 | 73,74 12,76 11,01 | 9 1    |

#### Cangas de Onís
- Alcalde: Alfredo García Álvarez (PSOE)
- Gobierno municipal: PSOE

| Partido                                                                      | votos           | % votos        | Ediles |
| ---------------------------------------------------------------------------- | --------------- | -------------- | ------ |
| Partido Socialista Obrero Español Partido Popular Unión Renovadora Asturiana | 2.067 1.486 337 | 50,91 36,6 8,3 | 7 5 1  |

#### Cangas del Narcea
- Alcalde: José Manuel Cuervo Fernández (PSOE)
- Gobierno municipal: PSOE

| Partido | votos                   | % votos                   | Ediles |
| --- | ----------------------- | ------------------------- | ------ |
| Partido Socialista Obrero Español Partido Popular Unión Renovadora Asturiana Izquierda Unida Conceyu Astur | 3.474 1.929 726 646 510 | 44,66 24,8 9,33 8,31 6,56 | 9 5 1  |

#### Caravia
- Alcalde: Pablo García Pando (PSOE)
- Gobierno municipal: PSOE

| Partido                                           | votos   | % votos    | Ediles |
| ------------------------------------------------- | ------- | ---------- | ------ |
| Partido Socialista Obrero Español Partido Popular | 202 187 | 48,1 44,52 | 4 3    |

#### Carreño
- Alcalde: Manuel Ángel Riego González (PSOE)
- Gobierno municipal: PSOE (en minoría)

| Partido                                                                                      | votos                 | % votos                 | Ediles |
| -------------------------------------------------------------------------------------------- | --------------------- | ----------------------- | ------ |
| Partido Socialista Obrero Español Partido Popular Izquierda Unida Unión Renovadora Asturiana | 2.308 1.225 1.004 961 | 38,65 20,52 16,81 16,09 | 7 4 3  |

#### Caso
- Alcalde: Javier Ramos Sabugo-González (PP)
- Gobierno municipal: PP

| Partido                                                           | votos       | % votos           | Ediles |
| ----------------------------------------------------------------- | ----------- | ----------------- | ------ |
| Partido Popular Izquierda Unida Partido Socialista Obrero Español | 655 344 326 | 45,71 24,01 22,75 | 6 3 2  |

#### Castrillón
- Alcalde: José María León Pérez (PP)
- Gobierno municipal: PP (en minoría)

| Partido                                                           | votos             | % votos          | Ediles |
| ----------------------------------------------------------------- | ----------------- | ---------------- | ------ |
| Partido Popular Izquierda Unida Partido Socialista Obrero Español | 4.704 3.442 3.146 | 37,8 27,66 25,28 | 9 6    |

#### Castropol
- Alcalde: Juan Calvo-Sotelo Ibáñez-Martín (PP)
- Gobierno municipal: PP y URAS

| Partido                                                                      | votos           | % votos           | Ediles |
| ---------------------------------------------------------------------------- | --------------- | ----------------- | ------ |
| Partido Socialista Obrero Español Partido Popular Unión Renovadora Asturiana | 1.148 1.118 363 | 41,62 40,54 13,16 | 5 1    |

#### Coaña
- Alcalde: Salvador Méndez Méndez (URAS)
- Gobierno municipal: URAS (en minoría)

| Partido                                                                                      | votos           | % votos                | Ediles |
| -------------------------------------------------------------------------------------------- | --------------- | ---------------------- | ------ |
| Unión Renovadora Asturiana Partido Popular Partido Socialista Obrero Español Izquierda Unida | 873 721 491 215 | 37,39 30,38 21,03 9,21 | 4 2 1  |

#### Colunga
- Alcalde: Daniel Emilio Gancedo Ruiz (PP)
- Gobierno municipal: PP

| Partido                                                                                      | votos             | % votos                | Ediles |
| -------------------------------------------------------------------------------------------- | ----------------- | ---------------------- | ------ |
| Partido Popular Partido Socialista Obrero Español Unión Renovadora Asturiana Izquierda Unida | 1.205 790 312 223 | 43,39 28,45 11,24 8,03 | 6 3 1  |

#### Corvera de Asturias
- Alcalde: Severino Zapico González (PSOE)
- Gobierno municipal: PSOE (en minoría)

| Partido                                                                                      | votos                 | % votos                | Ediles  |
| -------------------------------------------------------------------------------------------- | --------------------- | ---------------------- | ------- |
| Partido Socialista Obrero Español Partido Popular Izquierda Unida Unión Renovadora Asturiana | 3.455 2.097 1.439 955 | 40,58 24,63 16,9 11,22 | 8 4 3 2 |

#### Cudillero
- Alcalde: Francisco González Méndez (PSOE)
- Gobierno municipal: PSOE

| Partido                                           | votos     | % votos     | Ediles |
| ------------------------------------------------- | --------- | ----------- | ------ |
| Partido Socialista Obrero Español Partido Popular | 2.892 566 | 73,51 14,39 | 11 2   |

#### Degaña
- Alcalde: José Manuel Fernández Menéndez (IU)
- Gobierno municipal: IU (en minoría)

| Partido                                                           | votos       | % votos        | Ediles |
| ----------------------------------------------------------------- | ----------- | -------------- | ------ |
| Izquierda Unida Partido Socialista Obrero Español Partido Popular | 485 334 208 | 46,63 32,12 20 | 4 3 2  |

#### El Franco
- Alcalde: Cecilia Pérez Sánchez (PSOE) (hasta el 27 de diciembre del 2000)

José Díaz Baniela (PP) (desde el 27 de diciembre del 2000)
- Gobierno municipal: PSOE y PP (hasta el 27 de diciembre del 2000)

PP y tránsfugas de la URAS (desde el 27 de diciembre del 2000)
| Partido                                                                      | votos         | % votos           | Ediles |
| ---------------------------------------------------------------------------- | ------------- | ----------------- | ------ |
| Unión Renovadora Asturiana Partido Socialista Obrero Español Partido Popular | 1.098 841 840 | 38,35 29,37 29,34 | 5 3    |

#### Gijón
- Alcalde: Paz Fernández Felgueroso (PSOE)
- Gobierno municipal: PSOE

| Partido                                                           | votos                | % votos          | Ediles |
| ----------------------------------------------------------------- | -------------------- | ---------------- | ------ |
| Partido Socialista Obrero Español Partido Popular Izquierda Unida | 73.400 43.855 13.478 | 50,22 30,19 9,28 | 16 9 2 |

#### Gozón
- Alcalde: Emilio Salustiano Santos Fuertes (PSOE)
- Gobierno municipal: PSOE (en minoría)

| Partido                                                           | votos           | % votos          | Ediles |
| ----------------------------------------------------------------- | --------------- | ---------------- | ------ |
| Partido Socialista Obrero Español Partido Popular Izquierda Unida | 2.431 2.306 813 | 39,17 37,15 13,1 | 8 7 2  |

#### Grado
- Alcalde: José Sierra Fernández (IU)
- Gobierno municipal: IU (en minoría)

| Partido                                                                                      | votos                   | % votos                 | Ediles |
| -------------------------------------------------------------------------------------------- | ----------------------- | ----------------------- | ------ |
| Izquierda Unida Partido Socialista Obrero Español Partido Popular Unión Renovadora Asturiana | 2.220 1.898 1.224 1.126 | 33,42 28,57 18,47 16,95 | 6 5 3  |

#### Grandas de Salime
- Alcalde: José Cachafeiro Valladares (PP)
- Gobierno municipal: PP

| Partido                                                               | votos       | % votos           | Ediles |
| --------------------------------------------------------------------- | ----------- | ----------------- | ------ |
| Partido Popular Partido Socialista Obrero Español Partíu Asturianista | 456 266 122 | 51,29 29,92 13,72 | 5 3 1  |

#### Ibias
- Alcalde: María Nélida Barrero Pantigo (PSOE)
- Gobierno municipal: PSOE y PP

| Partido                                                                                      | votos           | % votos                | Ediles |
| -------------------------------------------------------------------------------------------- | --------------- | ---------------------- | ------ |
| Unión Renovadora Asturiana Partido Socialista Obrero Español Partido Popular Izquierda Unida | 468 378 300 105 | 35,24 28,46 22,59 7,91 | 4 3 1  |

#### Illano
- Alcalde: Leandro López Fernández (PSOE)
- Gobierno municipal: PSOE

| Partido                                           | votos   | % votos     | Ediles |
| ------------------------------------------------- | ------- | ----------- | ------ |
| Partido Socialista Obrero Español Partido Popular | 266 187 | 57,83 40,65 | 4 3    |

#### Illas
- Alcalde: Margarita Fernández Menéndez (URAS)
- Gobierno municipal: URAS (en minoría)

| Partido                                                                                      | votos           | % votos              | Ediles |
| -------------------------------------------------------------------------------------------- | --------------- | -------------------- | ------ |
| Unión Renovadora Asturiana Partido Popular Izquierda Unida Partido Socialista Obrero Español | 286 223 132 122 | 37,19 29 17,17 15,86 | 4 3 1  |

#### Langreo
- Alcalde: José María García Gutiérrez (IU)
- Gobierno municipal: IU (en minoría)

| Partido                                                           | votos              | % votos           | Ediles |
| ----------------------------------------------------------------- | ------------------ | ----------------- | ------ |
| Izquierda Unida Partido Socialista Obrero Español Partido Popular | 10.733 9.007 5.095 | 40,31 33,83 19,14 | 11 9 5 |

#### Las Regueras
- Alcalde: José Miguel Tamargo Suárez (PSOE)
- Gobierno municipal: PSOE e IU

| Partido | votos           | % votos              | Ediles  |
| --- | --------------- | -------------------- | ------- |
| Partido Socialista Obrero Español Partido Popular Agrupación Independiente de Las Regueras Izquierda Unida | 687 351 287 118 | 47,15 24,09 19,7 8,1 | 5 3 2 1 |

#### Laviana
- Alcalde: Juan Ramón Zapico García (PSOE)
- Gobierno municipal: PSOE e IU

| Partido | votos                     | % votos                     | Ediles  |
| --- | ------------------------- | --------------------------- | ------- |
| Partido Socialista Obrero Español Partido Popular Izquierda Unida Partíu Asturianista Unión Renovadora Asturiana | 3.810 1.795 1.683 658 588 | 43,34 20,42 19,14 7,48 6,49 | 8 4 3 1 |

#### Lena
- Alcalde: Hugo Alfonso Morán Fernández (PSOE)
- Gobierno municipal: PSOE e IU

| Partido                                                                                      | votos                 | % votos                     | Ediles  |
| -------------------------------------------------------------------------------------------- | --------------------- | --------------------------- | ------- |
| Partido Socialista Obrero Español Partido Popular Izquierda Unida Unión Renovadora Asturiana | 2.783 2.289 1.640 476 | 35,49 29,19 20,92 6,07 5,84 | 6 5 4 1 |

#### Llanera
- Alcalde: José Avelino Sánchez Menéndez (PP)
- Gobierno municipal: PP

| Partido                                                           | votos           | % votos          | Ediles |
| ----------------------------------------------------------------- | --------------- | ---------------- | ------ |
| Partido Popular Partido Socialista Obrero Español Izquierda Unida | 3.051 2.545 546 | 46,84 39,07 8,38 | 9 7 1  |

#### Llanes
- Alcalde: Antonio Ramón María Trevín Lombán (PSOE)
- Gobierno municipal: PSOE

| Partido                                                           | votos           | % votos         | Ediles |
| ----------------------------------------------------------------- | --------------- | --------------- | ------ |
| Partido Socialista Obrero Español Partido Popular Izquierda Unida | 4.423 3.042 520 | 50,31 34,6 5,92 | 10 6 1 |

#### Mieres
- Alcalde: Misael Fernández Porrón (PSOE)
- Gobierno municipal: PSOE (en minoría)

| Partido                                                           | votos              | % votos        | Ediles |
| ----------------------------------------------------------------- | ------------------ | -------------- | ------ |
| Partido Socialista Obrero Español Izquierda Unida Partido Popular | 11.266 6.835 6.634 | 42 25,48 24,73 | 11 7   |

#### Morcín
- Alcalde: Juan Manuel Rionda Mier (IU)
- Gobierno municipal: IU y PSOE

| Partido                                                           | votos       | % votos           | Ediles |
| ----------------------------------------------------------------- | ----------- | ----------------- | ------ |
| Izquierda Unida Partido Socialista Obrero Español Partido Popular | 718 640 621 | 33,19 29,59 28,71 | 4 3    |

#### Muros del Nalón
- Alcalde: José Manuel Alonso Delgado (PSOE)
- Gobierno municipal: PSOE

| Partido                                                                                    | votos         | % votos         | Ediles |
| ------------------------------------------------------------------------------------------ | ------------- | --------------- | ------ |
| Partido Socialista Obrero Español Agrupación de Electores Cambio Siglo XXI Partido Popular | 1.004 331 241 | 57,9 19,09 13,9 | 8 2 1  |

#### Nava
- Alcalde: Julián Fernández Montes (PAS)
- Gobierno municipal: PP y PAS

| Partido                                                               | votos         | % votos           | Ediles |
| --------------------------------------------------------------------- | ------------- | ----------------- | ------ |
| Partido Socialista Obrero Español Partido Popular Partíu Asturianista | 1.409 995 966 | 39,07 27,59 26,79 | 5 4    |

#### Navia
- Alcalde: Manuel Bedia Alonso (PP)
- Gobierno municipal: PP

| Partido                                                                                      | votos               | % votos               | Ediles |
| -------------------------------------------------------------------------------------------- | ------------------- | --------------------- | ------ |
| Partido Popular Partido Socialista Obrero Español Unión Renovadora Asturiana Izquierda Unida | 2.582 1.588 501 496 | 49,04 30,32 9,57 9,47 | 7 4 1  |

#### Noreña
- Alcalde: Aurelio Quirós Arguelles (URAS)
- Gobierno municipal: URAS

| Partido                                                                                      | votos             | % votos                | Ediles |
| -------------------------------------------------------------------------------------------- | ----------------- | ---------------------- | ------ |
| Unión Renovadora Asturiana Partido Socialista Obrero Español Partido Popular Izquierda Unida | 1.251 684 281 236 | 47,28 25,85 10,62 8,92 | 6 3 1  |

#### Onís
- Alcalde: José Antonio Gutiérrez González (PSOE)
- Gobierno municipal: PSOE

| Partido                                           | votos  | % votos    | Ediles |
| ------------------------------------------------- | ------ | ---------- | ------ |
| Partido Socialista Obrero Español Partido Popular | 468 74 | 73,7 11,65 | 6 1    |

#### Oviedo
- Alcalde: Gabino de Lorenzo Ferrera (PP)
- Gobierno municipal: PP

| Partido                                                           | votos                | % votos          | Ediles  |
| ----------------------------------------------------------------- | -------------------- | ---------------- | ------- |
| Partido Popular Partido Socialista Obrero Español Izquierda Unida | 55.259 38.955 10.941 | 47,76 33,67 9,46 | 15 10 2 |

#### Parres
- Alcalde: Manuel Millán García González (PSOE)
- Gobierno municipal: PSOE e IU

| Partido                                                                                      | votos               | % votos                | Ediles  |
| -------------------------------------------------------------------------------------------- | ------------------- | ---------------------- | ------- |
| Partido Socialista Obrero Español Unión Renovadora Asturiana Izquierda Unida Partido Popular | 1.610 1.084 465 320 | 43,48 29,27 12,56 8,64 | 6 4 2 1 |

#### Peñamellera Alta
- Alcalde: Vidal Antón Gonzalo (PSOE)
- Gobierno municipal: PSOE y URAS

| Partido                                                                      | votos       | % votos           | Ediles |
| ---------------------------------------------------------------------------- | ----------- | ----------------- | ------ |
| Partido Popular Partido Socialista Obrero Español Unión Renovadora Asturiana | 239 188 142 | 41,71 32,81 24,78 | 3 2    |

#### Peñamellera Baja
- Alcalde: José Manuel Fernández Díaz (PP)
- Gobierno municipal: PP

| Partido                                           | votos   | % votos     | Ediles |
| ------------------------------------------------- | ------- | ----------- | ------ |
| Partido Popular Partido Socialista Obrero Español | 590 576 | 46,35 45,25 | 5 4    |

#### Pesoz
- Alcalde: Antonio Cachán Losas (PSOE)
- Gobierno municipal: PSOE

| Partido                                           | votos  | % votos     | Ediles |
| ------------------------------------------------- | ------ | ----------- | ------ |
| Partido Socialista Obrero Español Partido Popular | 131 61 | 67,88 31,61 | 5 2    |

#### Piloña
- Alcalde: Juan Antonio Roberto Pérez Rodríguez (PP)
- Gobierno municipal: PP

| Partido                                           | votos       | % votos     | Ediles |
| ------------------------------------------------- | ----------- | ----------- | ------ |
| Partido Popular Partido Socialista Obrero Español | 2.643 2.592 | 45,06 44,19 | 7 6    |

#### Ponga
- Alcalde: José Antonio Muñiz Jove (PSOE)
- Gobierno municipal: PSOE y PAS

| Partido | votos            | % votos                      | Ediles |
| --- | ---------------- | ---------------------------- | ------ |
| Partido Socialista Obrero Español Partíu Asturianista Partido Popular Unión Renovadora Asturiana Izquierda Unida | 177 130 81 70 69 | 33,4 24,53 15,28 13,21 13,02 | 2 1    |

#### Pravia
- Alcalde: Juan Manuel González Arias (PSOE) (hasta el 18 de diciembre del 2002)

Juan Carlos Guerrero Arias (GMX 2) (desde el 18 de diciembre del 2002)
- Gobierno municipal: PSOE (en minoría; hasta el 10 de mayo de 2001)

PSOE y GMX 1 (hasta el 18 de diciembre del 2002)
(GMX 2 y PP (desde el 18 de diciembre del 2002)
| Partido                                                                      | votos             | % votos           | Ediles |
| ---------------------------------------------------------------------------- | ----------------- | ----------------- | ------ |
| Partido Socialista Obrero Español Unión Renovadora Asturiana Partido Popular | 2.264 2.256 1.067 | 38,95 38,31 18,36 | 6 5 2  |

#### Proaza
- Alcalde: Juan Alberto López Suárez (URAS) (hasta el 13 de junio de 2001)

José Ramón Martínez Alonso (URAS) (desde el 13 de junio de 2001)
- Gobierno municipal: URAS

| Partido | votos         | % votos                 | Ediles |
| --- | ------------- | ----------------------- | ------ |
| Unión Renovadora Asturiana Agrupación Independiente del Municipio de Proaza Partido Socialista Obrero Español Partido Popular | 366 149 98 91 | 50,62 20,61 13,55 12,59 | 4 1    |

#### Quirós
- Alcalde: Agustín Farpón Alonso (PSOE)
- Gobierno municipal: PSOE

| Partido                                                           | votos       | % votos           | Ediles |
| ----------------------------------------------------------------- | ----------- | ----------------- | ------ |
| Partido Socialista Obrero Español Partido Popular Izquierda Unida | 706 329 178 | 57,03 26,58 14,38 | 6 2 1  |

#### Ribadedeva
- Alcalde: Modesto Bordas Rodríguez (PSOE)
- Gobierno municipal: PSOE

| Partido                                           | votos   | % votos     | Ediles |
| ------------------------------------------------- | ------- | ----------- | ------ |
| Partido Socialista Obrero Español Partido Popular | 747 487 | 59,19 38,59 | 6 3    |

#### Ribadesella
- Alcalde: José Miranda Reigada (URAS) (hasta el 31 de mayo del 2000)

José Miranda Reigada ((GMX) (desde el 31 de mayo del 2000)
- Gobierno municipal: URAS y PP (hasta el 31 de mayo del 2000)

(GMX y PP (desde el 31 de mayo del 2000)
| Partido                                                                                      | votos               | % votos              | Ediles |
| -------------------------------------------------------------------------------------------- | ------------------- | -------------------- | ------ |
| Unión Renovadora Asturiana Partido Socialista Obrero Español Partido Popular Izquierda Unida | 1.445 1.250 686 404 | 35,61 30,8 16,9 9,96 | 5 2 1  |

#### Ribera de Arriba
- Alcalde: José Ramón García Saiz (PSOE)
- Gobierno municipal: PSOE

| Partido                                                           | votos       | % votos           | Ediles |
| ----------------------------------------------------------------- | ----------- | ----------------- | ------ |
| Partido Socialista Obrero Español Izquierda Unida Partido Popular | 718 262 237 | 53,38 19,48 17,62 | 7 2    |

#### Riosa
- Alcalde: José Antonio Muñiz Álvarez (PSOE)
- Gobierno municipal: PSOE

| Partido | votos               | % votos                     | Ediles |
| --- | ------------------- | --------------------------- | ------ |
| Partido Socialista Obrero Español Izquierda Unida Unión Renovadora Asturiana Partido Popular Andecha Astur | 849 267 185 162 138 | 52,21 16,42 11,38 9,96 8,49 | 6 2 1  |

#### Salas
- Alcalde: José Manuel Menéndez Fernández (PSOE)
- Gobierno municipal: PSOE

| Partido                                                                             | votos         | % votos          | Ediles |
| ----------------------------------------------------------------------------------- | ------------- | ---------------- | ------ |
| Partido Socialista Obrero Español Partido Popular Candidatura Independiente Salense | 2.885 801 553 | 64,2 17,82 12,31 | 10 2 1 |

#### San Martín de Oscos
- Alcalde: José Antonio Martínez Rodil (PSOE)
- Gobierno municipal: PSOE

| Partido                                                                      | votos      | % votos           | Ediles |
| ---------------------------------------------------------------------------- | ---------- | ----------------- | ------ |
| Partido Socialista Obrero Español Partido Popular Unión Renovadora Asturiana | 171 127 62 | 46,85 34,79 16,99 | 4 2 1  |

#### San Martín del Rey Aurelio
- Alcalde: Graciano Torre González (PSOE) (hasta el 10 de octubre de 2001)

Ignacio Fernández Vázquez (PSOE) (desde el 23 de octubre de 2001)
- Gobierno municipal: PSOE

| Partido                                                                                      | votos                 | % votos               | Ediles |
| -------------------------------------------------------------------------------------------- | --------------------- | --------------------- | ------ |
| Partido Socialista Obrero Español Izquierda Unida Partido Popular Unión Renovadora Asturiana | 6.667 2.470 2.315 703 | 51,21 18,97 17,78 5,4 | 12 4 1 |

#### San Tirso de Abres
- Alcalde: Tirso Miranda Pérez (PSOE)
- Gobierno municipal: PSOE

| Partido                                           | votos   | % votos     | Ediles |
| ------------------------------------------------- | ------- | ----------- | ------ |
| Partido Socialista Obrero Español Partido Popular | 275 215 | 55,56 43,43 | 4 3    |

#### Santa Eulalia de Oscos
- Alcalde: Marcos Niño Gayoso (PSOE)
- Gobierno municipal: PSOE

| Partido                                                      | votos   | % votos     | Ediles |
| ------------------------------------------------------------ | ------- | ----------- | ------ |
| Partido Socialista Obrero Español Independientes de Santalla | 249 174 | 53,78 37,58 | 4 3    |

#### Santo Adriano
- Alcalde: José Ramón Menéndez Suárez (PSOE)
- Gobierno municipal: PSOE

| Partido                                           | votos  | % votos    | Ediles |
| ------------------------------------------------- | ------ | ---------- | ------ |
| Partido Socialista Obrero Español Partido Popular | 179 62 | 72,47 25,1 | 5 2    |

#### Sariego
- Alcalde: Francisco Javier Parajón Vigil (URAS)
- Gobierno municipal: URAS

| Partido                                    | votos   | % votos    | Ediles |
| ------------------------------------------ | ------- | ---------- | ------ |
| Unión Renovadora Asturiana Partido Popular | 679 203 | 66,24 19,8 | 7 2    |

#### Siero
- Alcalde: Juan José Corrales Montequín (PSOE)
- Gobierno municipal: PSOE, IU y CONCEYU

| Partido                                                                         | votos                    | % votos            | Ediles   |
| ------------------------------------------------------------------------------- | ------------------------ | ------------------ | -------- |
| Partido Popular Partido Socialista Obrero Español Izquierda Unida Conceyu Astur | 10.276 8.130 2.396 1.764 | 41,31 33 9,73 7,16 | 10 8 2 1 |

#### Sobrescobio
- Alcalde: Vicente Álvarez González (PSOE)
- Gobierno municipal: PSOE

| Partido                                           | votos   | % votos     | Ediles |
| ------------------------------------------------- | ------- | ----------- | ------ |
| Partido Socialista Obrero Español Partido Popular | 424 163 | 66,67 25,63 | 5 2    |

#### Somiedo
- Alcalde: Belarmino Fernández Fervienza (PSOE)
- Gobierno municipal: PSOE

| Partido                                                           | votos       | % votos           | Ediles |
| ----------------------------------------------------------------- | ----------- | ----------------- | ------ |
| Partido Socialista Obrero Español Unidad Somedana Partido Popular | 793 207 119 | 70,05 18,29 10,51 | 7 1    |

#### Soto del Barco
- Alcalde: Jaime José Menéndez Corrales (PSOE)
- Gobierno municipal: PSOE

| Partido                                                                      | votos         | % votos           | Ediles |
| ---------------------------------------------------------------------------- | ------------- | ----------------- | ------ |
| Partido Socialista Obrero Español Partido Popular Unión Renovadora Asturiana | 1.924 540 304 | 65,64 18,42 10,37 | 8 2 1  |

#### Tapia de Casariego
- Alcalde: Gervasio Acevedo Fernández (PP)
- Gobierno municipal: PP

| Partido                                                                      | votos         | % votos         | Ediles |
| ---------------------------------------------------------------------------- | ------------- | --------------- | ------ |
| Partido Popular Partido Socialista Obrero Español Unión Renovadora Asturiana | 1.652 932 296 | 55,7 31,42 9,98 | 7 3 1  |

#### Taramundi
- Alcalde: Eduardo Lastra Pérez (PSOE)
- Gobierno municipal: PSOE

| Partido                                           | votos   | % votos     | Ediles |
| ------------------------------------------------- | ------- | ----------- | ------ |
| Partido Socialista Obrero Español Partido Popular | 432 254 | 62,34 36,65 | 5 2    |

#### Teverga
- Alcalde: José Ramón Álvarez Arguelles (PSOE)
- Gobierno municipal: PSOE e IU

| Partido                                                           | votos       | % votos           | Ediles |
| ----------------------------------------------------------------- | ----------- | ----------------- | ------ |
| Partido Popular Partido Socialista Obrero Español Izquierda Unida | 662 574 305 | 42,19 36,58 19,44 | 5 4 2  |

#### Tineo
- Alcalde: Jesús Rodríguez Fernández (UCT) (hasta el 28 de marzo de 2001)

Mariano Ruiz Llano (PP) (desde el 28 de marzo de 2001)
- Gobierno municipal: UCT y PSOE (hasta el 28 de marzo de 2001)

PP, tránsfugas del PSOE y tránsfugas de la URAS (desde el 28 de marzo de 2001)
| Partido | votos                       | % votos                     | Ediles  |
| --- | --------------------------- | --------------------------- | ------- |
| Unidad Campesina de Tineo Partido Popular Partido Socialista Obrero Español Unión Renovadora Asturiana Partíu Asturianista | 1.998 1.950 1.691 1.046 384 | 26,93 26,38 22,79 14,1 5,18 | 5 4 2 1 |

#### Valdés
- Alcalde: Jesús Landeira Álvarez-Cascos (PSOE)
- Gobierno municipal: PSOE y URAS

| Partido                                                                      | votos           | % votos          | Ediles |
| ---------------------------------------------------------------------------- | --------------- | ---------------- | ------ |
| Partido Popular Partido Socialista Obrero Español Unión Renovadora Asturiana | 4.219 4.196 605 | 44,45 44,21 6,37 | 8 1    |

#### Vegadeo
- Alcalde: Servanda García Fernández (PSOE)
- Gobierno municipal: PSOE

| Partido                                                                             | votos         | % votos          | Ediles |
| ----------------------------------------------------------------------------------- | ------------- | ---------------- | ------ |
| Partido Socialista Obrero Español Partido Popular Vegadeo Alternativa Independiente | 1.544 805 348 | 53,52 27,9 12,06 | 7 3 1  |

#### Villanueva de Oscos
- Alcalde: José Antonio González Braña (PSOE)
- Gobierno municipal: PSOE

| Partido                                                                      | votos     | % votos          | Ediles |
| ---------------------------------------------------------------------------- | --------- | ---------------- | ------ |
| Partido Socialista Obrero Español Partido Popular Unión Renovadora Asturiana | 228 82 42 | 64,77 23,3 11,93 | 5 1    |

#### Villaviciosa
- Alcalde: Asensio Martínez Cobián (PP)
- Gobierno municipal: PP

| Partido                                                                                          | votos               | % votos               | Ediles |
| ------------------------------------------------------------------------------------------------ | ------------------- | --------------------- | ------ |
| Partido Popular Partido Socialista Obrero Español Partíu Asturianista Unión Renovadora Asturiana | 4.574 2.179 814 562 | 52,96 25,23 9,43 6,51 | 10 5 1 |

#### Villayón
- Alcalde: Ramón Rodríguez González (PP)
- Gobierno municipal: PP

| Partido                                                                      | votos       | % votos          | Ediles |
| ---------------------------------------------------------------------------- | ----------- | ---------------- | ------ |
| Partido Popular Partido Socialista Obrero Español Unión Renovadora Asturiana | 787 499 242 | 50,74 32,17 15,6 | 6 4 1  |

#### Yernes y Tameza
- Alcalde: José Ramón Fernández Díaz (PP)
- Gobierno municipal: PP

| Candidato | Partido | Votos          |
| --- | ------- | -------------- |
| José Ramón Fernández Díaz José Rodrigo Fernández Hidalgo Ramón González Fernández Ovidio García Suárez Francisco Javier Suárez Fernández | PP IND  | 89 88 78 66 57 |

- Datos: Q54865892